# Dweller on the Threshold
"Dweller on the Threshold" es una canción del músico norirlandés Van Morrison publicada en el álbum de 1982 Beautiful Vision y como sencillo tanto en 1982 como en 1984.
Van Morrison escribió en las notas del álbum que la letra de "Dweller on the Threshold" y parte de la de "Aryan Mist" fueron inspiradas por la publicación de Glamour - A World Problem de Alice Bailey y del maestro tibetano Djwal Khul. Según las enseñanzas de Bailey, existen varias series de lo que denomina "espejismos", que son ilusiones mentales que crean una niebla la cual cubre a las andanzas espirituales de ver el mundo como verdaderamente es. Al final, es iluminado como un "habitante en el umbral" cuando el "Ángel de la Presencia" purifica el alma con la luz. La canción fue coescrita por el ingeniero de sonido Hugh Murphy.
Una versión en directo de "Dweller on the Threshold" fue publicada en el álbum de 1984 Live at the Grand Opera House Belfast. La versión de estudio fue recopilada en los álbumes de 1990 The Best of Van Morrison y de 2007 Still on Top - The Greatest Hits.

## Personaol
- Van Morrison: voz
- Tom Donlinger: batería
- Pee Wee Ellis: saxofón tenor
- Chris Hayes: guitarra
- David Hayes: bajo
- Mark Isham: trompeta
- Pauline Lozano: coros
- Chris Michie: guitarra
- Annie Stocking: coros
- Bianca Thornton: coros